# Bet Keszet
Bet Keszet (hebr. בית קשת; oficjalna pisownia w ang. Beit Keshet) – kibuc położony w Samorządzie Regionu Ha-Galil ha-Tachton, w Dystrykcie Północnym, w Izraelu. Członek Ruchu Kibuców (Ha-Tenu’a ha-Kibbucit).

## Położenie
Leży na wschód od Jeziora Tyberiadzkiego w Dolnej Galilei.

## Historia
Kibuc został założony w 1944 przez członków oddziałów Palmach.

## Gospodarka
Gospodarka kibucu opiera się na intensywnym rolnictwie.